# Bunaeopsis ansorgei
Bunaeopsis ansorgei är en fjärilsart som beskrevs av Rothschild 1898. Bunaeopsis ansorgei ingår i släktet Bunaeopsis och familjen påfågelsspinnare. Inga underarter finns listade i Catalogue of Life.